# Bathippus rectus
Bathippus rectus är en spindelart som beskrevs av Zhang J., Song D., Li D. 2003. Bathippus rectus ingår i släktet Bathippus och familjen hoppspindlar. Inga underarter finns listade.